# Шерстобитов, Николай Никитович
Николай Никитович Шерстобитов (20 июля 1915 — 6 января 1988) — комбайнёр Тарутинской МТС Чесменского района Челябинской области Герой Социалистического Труда (04.07.1951). Почётный гражданин Чесменского района Челябинской области (1983).

## Биография
Родился 7 (20) июля 1915 года в посёлке Углицкий станицы Березинской Второго (Верхнеуральского) отдела Оренбургского казачьего войска, ныне Чесменского района Челябинской области. Русский. Окончил неполную сельскую школу.
С 1929 года (с 14 лет) - член сельхозартели «Красный боец» в Чесменском районе. В 1933 году вместе с родителями переехал в Магнитогорск, работал смазчиком крана в прокатном цехе Магнитогорского металлургического комбината имени И. В. Сталина. В 1935 году окончил школу механизации сельского хозяйства в городе Троицк Челябинской области.
С того же года работал механизатором в колхозе «Красный боец», трактористом в Березняковской машинно-тракторной станции (МТС), с января 1942 года - бригадир тракторной бригады, комбайнёр в колхозах «Красный боец» и имени В. И. Ленина Чесменского района, комбайнёр Тарутинской МТС.
В 1950 году на комбайне «Сталинец-1» за 35 рабочих дней намолотил 7 000 центнеров зерна.
За получение в 1950 году высоких урожаев зерновых культур в целом и достижение высоких показателей на уборке и обмолоте зерновых культур Указом Президиума Верховного Совета СССР от 4 июля 1951 года Шерстобитову Николаю Никитовичу присвоено звание Героя Социалистического Труда с вручением ордена Ленина и золотой медали «Серп и Молот».
Продолжал столь же успешно трудиться и далее. В уборочную 1951 года его результат по обмолоту составил более 6000 центнеров зерновых. В ходе уборочной 1960 года, где Шерстобитов вместо гусеничного трактора ДТ-54 использовал трактор «Беларусь» в сцепке с комбайном «Сталинец-6»,
он обеспечил значительное перевыполнение норм выработки на подборе и обмолоте валков. Кроме того, было высвобождено для использования на подъёме зяби 4 трактора ДТ-54. Этот опыт получил широкое распространение во всех колхозах Чесменского района.
В 1952 году переехал в колхоз «Черноборский» Чесменского района, где трудился на животноводческих фермах.
Когда вышел на заслуженный отдых, то и тогда продолжил работу комбайнером.
Член КПСС. Неоднократно избирался членом ЦК профсоюза рабочих и служащих сельского хозяйства (1960—1963). Депутат Челябинского областного Совета депутатов трудящихся 9-го созыва (1963). Член партбюро колхоза «Черноборский» (1951—1960).
Скончался 6 января 1988 года. Похоронен в посёлке Черноборский Чесменский район Челябинской области.

## Награды
- Золотая медаль «Серп и Молот» (4.07.1951)
- Орден Ленина (4.07.1951).
- Орден Ленина (19.07.1952).
- Медаль «В ознаменование 100-летия со дня рождения Владимира Ильича Ленина» (6 апреля 1970)
- Медаль «За доблестный труд в Великой Отечественной войне 1941—1945 гг.» (вручена в 1947)
- Медаль «За освоение целинных земель» (вручена в 1957)
- Медаль «Ветеран труда»

- медали ВДНХ СССР:двумя золотыми медалями ВДНХ СССР (1955, 1957)[1].

## Память
- Увековечен в экспозиции Чесменского историко-краеведческого музея имени А.Н. Беликова.